# ويليام جنكينز (سياسي كندي)
ويليام جنكينز هو سياسي كندي، ولد في 10 نوفمبر 1921، وتوفي في 7 مارس 1995.